# Vị trí (vector)
Trong hình học, một vị trí hoặc vector vị trí, còn được gọi là tọa độ vector hoặc bán kính vector, là một vectơ đại diện cho vị trí của một điểm P trong không gian liên quan đến một hệ quy chiếu gốc O tùy ý. Thường được ký hiệu là x, r hoặc s, nó tương ứng với đoạn thẳng từ O đến P. Nói cách khác, nó là li độ hoặc phép tịnh tiến từ gốc đến P:
{\displaystyle \mathbf {r} ={\overrightarrow {OP}}}
Thuật ngữ "vectơ vị trí" được sử dụng chủ yếu trong các lĩnh vực hình học vi phân, cơ học và đôi khi tính toán vectơ.
Thường thì điều này được sử dụng trong không gian hai chiều hoặc ba chiều, nhưng có thể dễ dàng khái quát hóa thành không gian Euclide và không gian afin của bất kỳ chiều nào.

## Định nghĩa

### Không gian ba chiều

Đường cong không gian 3D. Vectơ vị trí r được tham số hóa bởi một vô hướng t. Tại r = a đường màu đỏ là tiếp tuyến của đường cong và mặt phẳng màu xanh là đường cong bình thường.

Trong không gian ba chiều, bất kỳ tập hợp tọa độ ba chiều và vectơ cơ sở tương ứng của chúng đều có thể được sử dụng để xác định vị trí của một điểm trong không gian, bất kỳ cách đơn giản nhất để giải quyết vấn đề có thể được áp dụng.
Thông thường, người ta sử dụng hệ tọa độ Descartes quen thuộc, hoặc đôi khi hệ tọa độ cầu hoặc hệ tọa độ trụ:
{\displaystyle {\begin{aligned}\mathbf {r} (t)&\equiv \mathbf {r} (x,y,z)\equiv x(t)\mathbf {\hat {e}} _{x}+y(t)\mathbf {\hat {e}} _{y}+z(t)\mathbf {\hat {e}} _{z}\\&\equiv \mathbf {r} (r,\theta ,\phi )\equiv r(t)\mathbf {\hat {e}} _{r}{\big (}\theta (t),\phi (t){\big )}\\&\equiv \mathbf {r} (r,\theta ,z)\equiv r(t)\mathbf {\hat {e}} _{r}{\big (}\theta (t){\big )}+z(t)\mathbf {\hat {e}} _{z},\\\end{aligned}}}
Trong đó t là một phương trình tham số, do sự đối xứng hình chữ nhật hoặc hình tròn của chúng. Các tọa độ khác nhau và các vectơ cơ sở tương ứng đại diện cho cùng một vectơ vị trí. Các tọa độ đường cong tổng quát hơn có thể được sử dụng thay thế và trong các bối cảnh như cơ học liên tục và thuyết tương đối rộng (trong trường hợp sau, người ta cần tọa độ thời gian bổ sung).

### Không giannchiều
Đại số tuyến tính cho phép trừu tượng hóa một vectơ vị trí n chiều. Một vectơ vị trí có thể được biểu diễn dưới dạng kết hợp tuyến tính của các vectơ cơ sở:
{\displaystyle \mathbf {r} =\sum _{i=1}^{n}x_{i}\mathbf {e} _{i}=x_{1}\mathbf {e} _{1}+x_{2}\mathbf {e} _{2}+\dotsb +x_{n}\mathbf {e} _{n}.}
Tập hợp tất cả các vectơ vị trí tạo thành không gian vị trí (một không gian vectơ có các phần tử là vectơ vị trí), vì các vị trí có thể được cộng (cộng vectơ) và chia tỷ lệ theo chiều dài (nhân vô hướng) để có được vectơ vị trí khác trong không gian. Khái niệm "không gian" là trực quan, vì mỗi xi (i = 1, 2,..., n) có thể nhận bất kỳ giá trị nào, tập hợp các giá trị xác định một điểm trong không gian.
Thứ nguyên của không gian vị trí là n (còn được ký hiệu là dim(R) = n). Các hệ tọa độ của vectơ r đối với các vectơ cơ sở ei là xi. Vectơ của các tọa độ tạo thành vectơ tọa độ hoặc n-tuple (x1, x2, ..., xn).
Mỗi tọa độ xi có thể được tham số hóa thành một số tham số t. Một tham số xi(t) sẽ mô tả đường cong 1D, hai tham số xi(t1, t2) mô tả bề mặt cong 2D, ba tham số xi(t1, t2, t3) mô tả thể tích cong 3D của không gian, vân vân.
Nhịp tuyến tính của tập cơ sở B = {e1, e2, ..., en} bằng không gian vị trí R, nhịp được ký hiệu span(B) = R.

## Các ứng dụng

### Hình học vi phân
Các trường vectơ vị trí được sử dụng để mô tả các đường cong không gian liên tục và khác biệt, trong trường hợp đó, tham số độc lập không cần phải là thời gian, nhưng có thể (ví dụ) là độ dài cung của đường cong.

### Cơ học
Trong bất kỳ phương trình chuyển động nào, vectơ vị trí r(t) thường là đại lượng được tìm kiếm nhiều nhất vì hàm này xác định chuyển động của hạt (tức là khối lượng chất điểm) - vị trí của nó so với hệ tọa độ cho trước tại một thời điểm t.
Để xác định chuyển động theo vị trí, mỗi tọa độ có thể được tham số hóa theo thời gian; do mỗi giá trị thời gian liên tiếp tương ứng với một chuỗi các vị trí không gian liên tiếp được cho bởi các tọa độ, giới hạn liên tục của nhiều vị trí liên tiếp là một đường đi của các hạt.
Trong trường hợp không gian một chiều, vị trí chỉ có một thành phần, do đó, nó suy biến hiệu quả thành tọa độ vô hướng. Nó có thể là, một vectơ theo hướng x hoặc hướng r hướng tâm. Ký hiệu tương đương bao gồm
{\displaystyle \mathbf {x} \equiv x\equiv x(t),\quad r\equiv r(t),\quad s\equiv s(t).}

## Đạo hàm vị trí

Đại lượng động học của một hạt cổ điển: khối lượng m, vị trí r, vận tốc v, gia tốc a

Đối với vectơ vị trí r là hàm của thời gian t, các đạo hàm thời gian có thể được tính tương ứng với t. Các dẫn xuất này có tiện ích chung trong nghiên cứu về động học, lý thuyết điều khiển tự động, kỹ thuật và các ngành khoa học khác.
Vận tốc
{\displaystyle \mathbf {v} ={\frac {\mathrm {d} \mathbf {r} }{\mathrm {d} t}},}
trong đó dr là một vi phân li độ cực nhỏ (vectơ).
Gia tốc
{\displaystyle \mathbf {a} ={\frac {\mathrm {d} \mathbf {v} }{\mathrm {d} t}}={\frac {\mathrm {d} ^{2}\mathbf {r} }{\mathrm {d} t^{2}}}.}
Jerk
{\displaystyle \mathbf {j} ={\frac {\mathrm {d} \mathbf {a} }{\mathrm {d} t}}={\frac {\mathrm {d} ^{2}\mathbf {v} }{\mathrm {d} t^{2}}}={\frac {\mathrm {d} ^{3}\mathbf {r} }{\mathrm {d} t^{3}}}.}
Những tên này cho đạo hàm thứ nhất, thứ hai và thứ ba của vị trí thường được sử dụng trong động học cơ bản. Bằng cách mở rộng, các dẫn xuất bậc cao hơn có thể được tính theo cách tương tự. Nghiên cứu các dẫn xuất bậc cao này có thể cải thiện các xấp xỉ của hàm dịch chuyển ban đầu. Các thuật ngữ bậc cao như vậy được yêu cầu để biểu diễn chính xác hàm dịch chuyển như một tổng của một chuỗi vô hạn, cho phép một số kỹ thuật phân tích trong kỹ thuật và vật lý.